# Houtribdijk

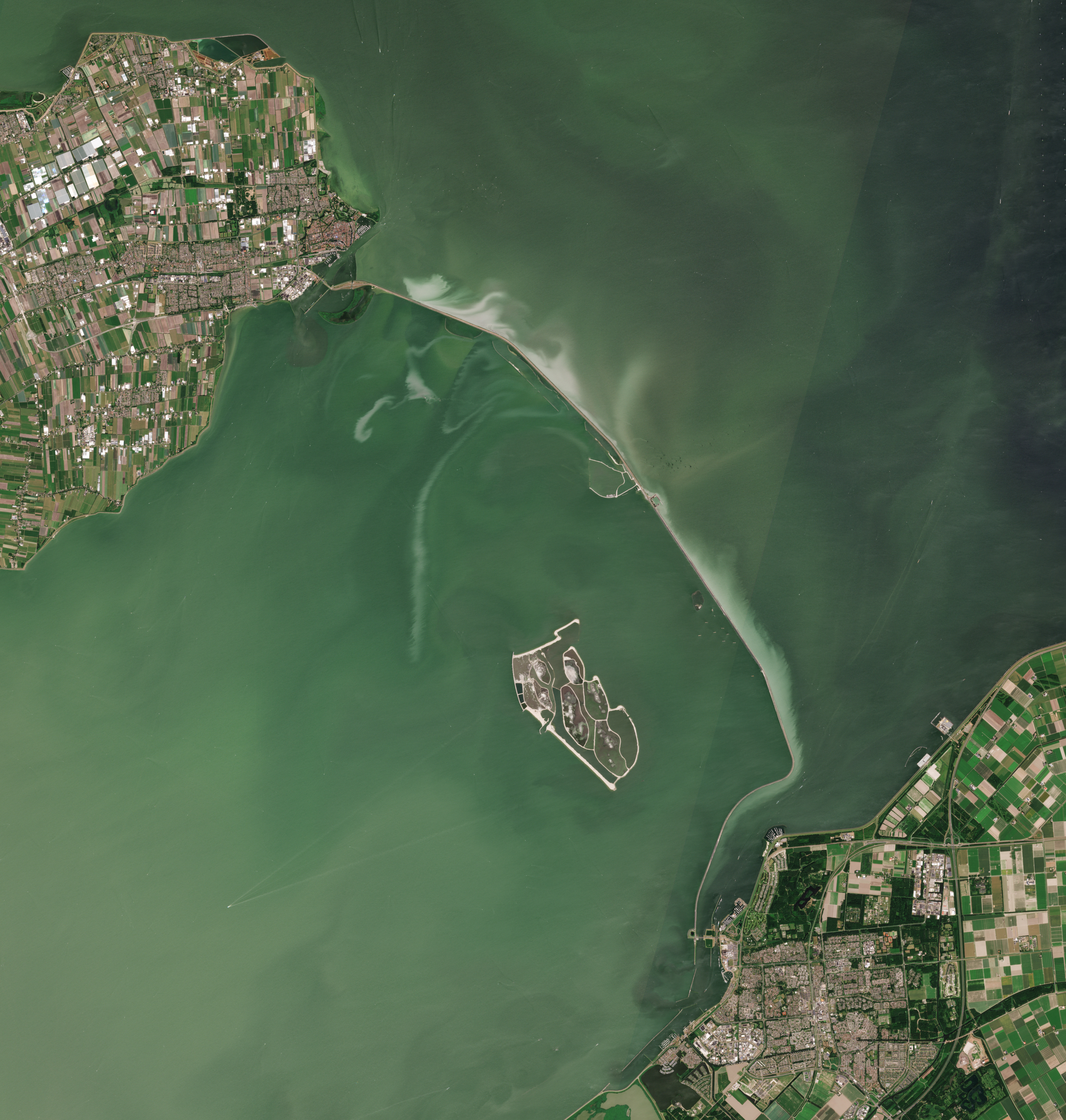
Houtribdijk

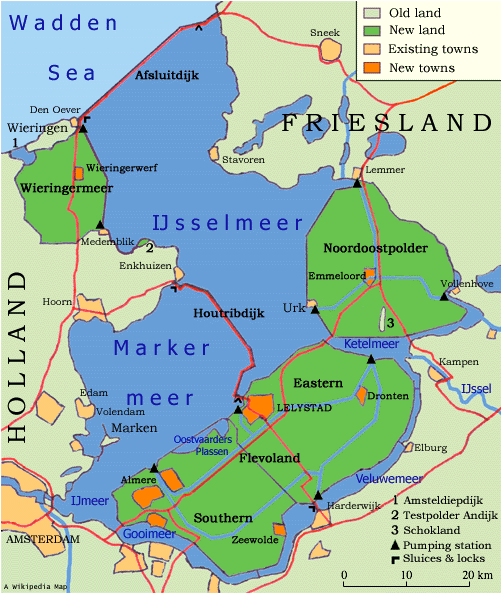
Houtribdijk na mapie

Houtribdijk, obecnie zwana Markerwaarddijk – tama w Holandii o długości 30 km, zbudowana na jeziorze IJsselmeer. Rozciąga się od miasta  Lelystad w prowincji Flevoland do Enkhuizen w Holandii Północnej i rozdziela IJsselmeer na dwie części. Dawna południowa część stanowi teraz odrębne jezioro o nazwie Markermeer. Przez tamę przebiega droga N302.

## Zobacz też

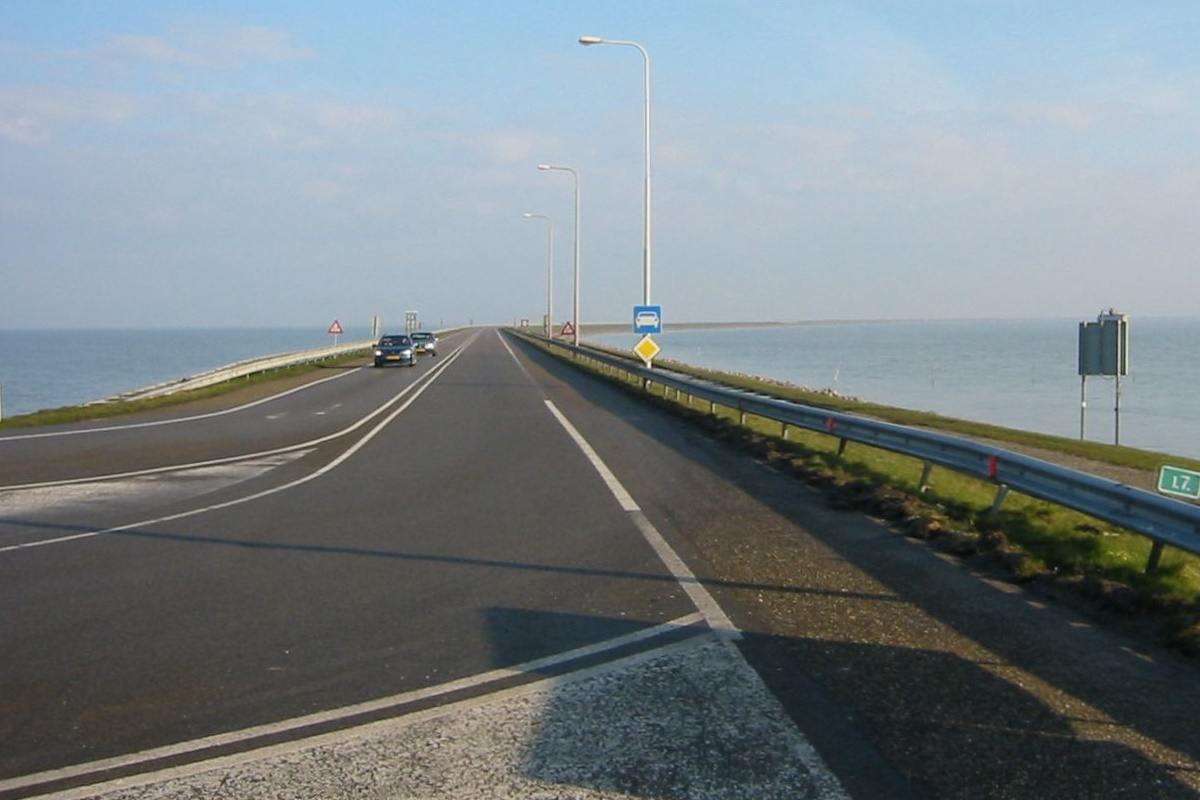
Houtribdijk (Markerwaarddijk)